# 보리소글렙스크 공군기지
보리소글렙스크 (또한 보리소글렙스크 동부)는 러시아 보로네시주 보리소글렙스크 동쪽 6km에 위치한 공군 기지이다. 작은 군용 비행장이다.
2022년 기준 기준으로, 이 기지는 수호이 Su-25와 야코블레프 Yak-130을 운용하는 제786항공훈련센터 소속의 제160훈련항공연대가 주둔하고 있었다.
2006년에 접근한 구글 어스 고해상도 위성 이미지는 수많은 에어로 L-39 '알바트로스' 훈련기, Su-25 '프로그풋', 그리고 2대의 수호이 Su-24 '펜서' 항공기를 보여주었다.

## 역사
1920년대부터 이 기지에서는 군용 비행 훈련이 이루어졌다. 1960년부터 1971년까지는 처음에는 일류신 Il-12와 일류신 Il-14를 운용하던 제478훈련항공연대가 이 비행장에 주둔했다. 이 연대는 1971년에 사라토프주의 페트로프스크로 이전했다.
1990년 10월, V.P. 치칼로프의 이름을 딴 제1080적기항공인원재훈련센터(1080 UATsPLS, ru:Борисоглебское высшее военное авиационное училище лётчиков им. В. П. Чкалова)가 보리소글렙스크에 창설되었다. 이는 제796전투기 및 전투폭격기 항공 장교 훈련 센터와 보리소글렙스크 고등 군사 항공 조종사 학교가 합병된 것이었다. 이 센터는 모스크바 군관구 항공군에 소속되었다.
1080 UATsPLS는 1990년에 다음 구성 요소를 가졌다.
- 제160교관전투항공연대 (보로네시주 보리소글렙스크), MiG-29 및 MiG-21. 1991년 제160IIAP는 60대의 MiG-21 항공기를 장비했다. 또한, 이 연대는 1990년대 초부터 적어도 2003년까지 25대의 MiG-29E를 보유했다.[4]
- 제186교관공격항공연대 (부투를리노프카, 보로네시주), Su-25
- 제281교관전투항공연대 (토츠코예, 오렌부르크주), MiG-23
- 제343교관전투항공연대 (센노이, 사라토프주), MiG-29

홀름의 정보에 따르면 1080 UATsPLS는 1997년에 해체되었고, 훈장(아마도 적기훈장과 'V.P. 치칼로프 명예' 칭호)은 리페츠크에 있는 제4전투운용 및 승무원 재훈련 센터 VVS로 이전되었다. 그의 정보는 또한 1080 센터의 잔존 부대가 2000년에 해체된 보리소글렙스크 항공 주둔군으로 남았음을 시사한다.
제160훈련항공연대는 활동을 계속했다.
2024년 8월 14일, 러시아-우크라이나 전쟁 중 이 공군 기지는 대규모 우크라이나 드론 공격을 받았으며, 뉴욕 타임스와 AP 통신의 폭격 피해 평가에 따르면 최소 2개의 격납고가 손상되었고 잠재적으로 2대의 전투기가 손상되었다.

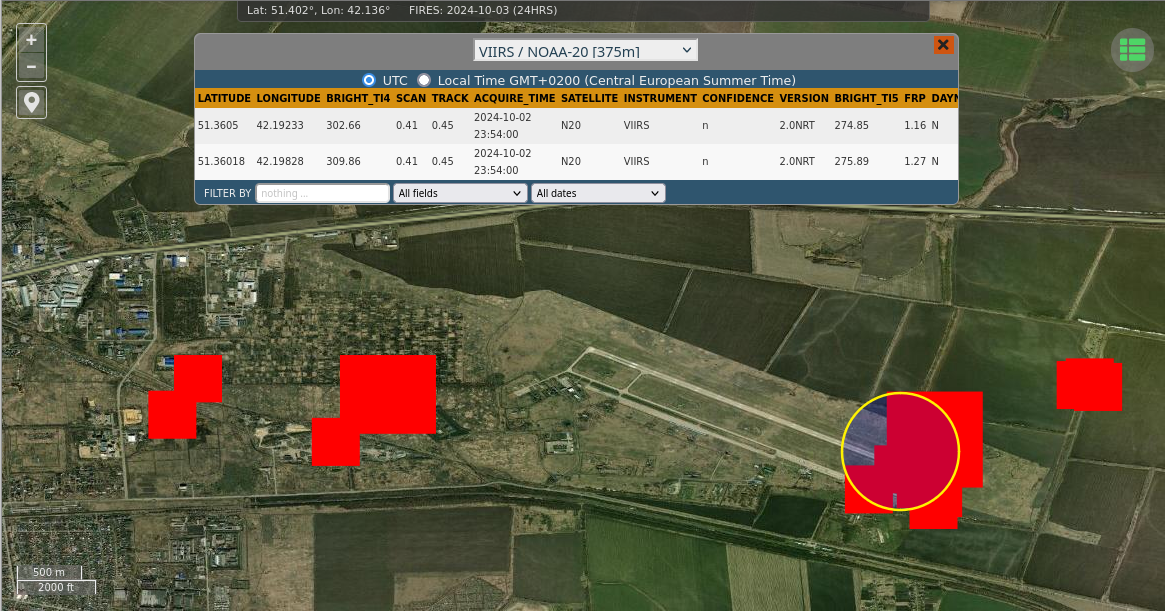
2024년 10월 2일 23:54:00 (협정 세계시)에 NASA의 FIRMS가 보리소글렙스크 공군 기지 및 주변에서 여러 건의 화재를 감지했다.

2024년 10월 3일, 우크라이나 드론이 보로네시주의 보리소글렙스크 공군 기지를 공격하여 Su-34, Su-35, 연료 탱크 및 러시아 활공 폭탄 창고를 표적으로 삼았다. 이 공격은 SBU가 수행했으며, 그 결과 발생한 화재는 NASA의 FIRMS에 의해 감지되었다.
2025년 7월 5일, 보리소글렙스크 공군 기지가 드론 공격을 받아 기지에 불이 났으며, NASA FIRMS는 화재를 보여주고, 지역 주민들은 8-10차례의 폭발을 보고했다.

## 같이 보기
- 러시아의 군용 공군 기지 목록